# Pozlata
Pozlata (en serbe cyrillique : Позлата) est un village de Serbie situé sur le territoire de la Ville de Kruševac, district de Rasina. Au recensement de 2011, il comptait 119 habitants.

## Démographie
| 1948 | 1953 | 1961 | 1971 | 1981 | 1991 | 2002 | 2011 |
| ---- | ---- | ---- | ---- | ---- | ---- | ---- | ---- |
| 169  | 173  | 167  | 174  | 171  | 159  | 125  | 119  |

|  |